# Мирчофф, Бо
Уи́льям Бо Ми́рчофф (англ. William Beau Mirchoff; род. 13 января 1989, Сиэтл, Вашингтон, США) — канадский актёр, известный по роли Дэнни Болена в сериале «Отчаянные домохозяйки», а также по главной роли в телесериале «Неуклюжая» и фильмах «Очень страшное кино 4» и «Проклятие 3».

## Биография
Мирчофф родился в Сиэтле, штат Вашингтон. Через два дня после его рождения, семья переехала в Викторию на острове Ванкувер в Канаде. Его отец, Билл, родившийся в Калифорнии, — ортопед, а мать, Келли, родом из Сиэтла, — домохозяйка. У Мирчоффа есть старший брат, Люк (род. 1985), игрок в лякросс, и младшая сестра, Рианна (род. 1992). Он является выпускником Mount Douglas Secondary School. Мирчофф имеет двойное гражданство США и Канады.
В возрасте 20 лет переехал в Лос-Анджелес. С 2011 по 2018 год состоял в отношениях с актрисой и танцовщицей Джанин Мейсон, победительницей пятого сезона So You Think You Can Dance.

## Карьера
Актёрская карьера Мирчоффа началась со спектакля Bubbly Stiltskin, а в 2006 году он появился в фильме «Очень страшное кино 4». В 2009 году он сыграл главную роль в фильме ужасов «Проклятие 3». В этом же году Мирчофф присоединился к актёрскому составу сериала «Отчаянные домохозяйки», сыграв роль Дэнни Болена, а в 2011 году он получил главную роль в сериале «Неуклюжая» и появился в фильме «Я — четвёртый». В 2013 году Мирчофф сыграл в телефильме «Возвращение волшебников: Алекс против Алекс» и в независимом фильме «Тайная жизнь мужланов». В 2014 году Мирчофф появился в главной роли в фильме «Ночь покера». В 2017 сыграл роль Брэда в фильме «Коматозники».

## Фильмография
| Год       |     | Русское название                            | Оригинальное название             | Роль                                      |
| --------- | --- | ------------------------------------------- | --------------------------------- | ----------------------------------------- |
| 2003      | с   | Ромео!                                      | Romeo!                            | Чейз                                      |
| 2003—2011 | с   | C.S.I.: Место преступления Майами           | CSI: Miami                        | Джаред Хэтч                               |
| 2006      | ф   | Очень страшное кино 4                       | Scary Movie 4                     | Робби                                     |
| 2007      | ф   | В стране женщин                             | In the Land of Women              | подросток                                 |
| 2007—2008 | с   |                                             | Heartland                         | Бен Стиллман                              |
| 2009      | ф   | Проклятие 3                                 | The Grudge 3                      | Энди                                      |
| 2009      | тф  | Незнакомец с моим лицом                     | Stranger with My Face             | Гордон Ламберт                            |
| 2009—2010 | с   | Отчаянные домохозяйки                       | Desperate Housewives              | Дэнни Болен                               |
| 2011      | ф   | Я — четвёртый                               | I Am Number Four                  | Дрю                                       |
| 2011      | с   | Защитница                                   | The Protector                     | —                                         |
| 2011—2016 | с   | Неуклюжая                                   | Awkward.                          | Мэтти Маккиббен                           |
| 2012      | с   | C.S.I.: Место преступления                  | CSI: Crime Scene Investigation    | Джейк Пикан                               |
| 2013      | тф  | Возвращение волшебников: Алекс против Алекс | The Wizards Return: Alex vs. Alex | Доминик                                   |
| 2013      | ф   | Тайная жизнь мужланов                       | The Secret Lives of Dorks         | Кларк                                     |
| 2013      | тф  |                                             | Camp Sunshine                     | Джуниор Хэндкурт, исполнительный продюсер |
| 2014      | ф   | Прирождённый гонщик 2                       | Born to Race: Fast Track          | Джейк Кендалл                             |
| 2014      | ф   | Пятна от травы                              | Grass Stains                      | Эрик                                      |
| 2014      | ф   | Ночь покера                                 | Poker Night                       | Стэн Джетер                               |
| 2015      | ф   | Увидимся в Вальгалле                        | See You in Valhalla               | Джонни                                    |
| 2015      | с   | Водолей                                     | Aquarius                          | Рик Зондерван                             |
| 2015      | ф   | Контракт на убийство                        | The Murder Pact                   | Уилл Ласалль                              |
| 2016      | кор |                                             | Divorce: The Greatest Hits        | Рон                                       |
| 2016      | ф   |                                             | Good Fortune                      | Дэйв                                      |
| 2017      | ф   | Любое лето закончится                       | All Summers End                   | Эрик Тёрнер                               |
| 2017      | с   |                                             | Ride Overshare                    | Коннор                                    |
| 2017      | ф   | Вечеринка на яхте                           | Party Boat                        | Джонатан                                  |
| 2017      | ф   | Коматозники                                 | Flatliners                        | Брэд                                      |
| 2018      | с   | Умираю со смеху                             | I'm Dying Up Here                 | Сол Хадсон                                |
| 2018      | с   | Фостеры                                     | The Fosters                       | Джейми Хантер                             |
| 2019      | с   | А теперь — апокалипсис                      | Now Apocalypse                    | Форд Холстед                              |
| 2019—2023 | с   | Приятные хлопоты                            | Good Trouble                      | Джейми Хантер                             |
| 2021      | с   | Нарко: Мексика                              | Narcos: México                    | Стив Шеридан                              |
| 2022      | ф   | Спрятанное сокровище                        | Hidden Gems                       | Джек                                      |
| 2022      | ф   | Детектив Найт: Мерзавец                     | Detective Knight: Rogue           | Кейси Роудс                               |
| 2022      | ф   | Детектив Найт: Искупление                   | Detective Knight: Redemption      | Кейси Роудс                               |
| 2023      | мф  |                                             | Unicorn Boy                       | Оук                                       |
| 2023      | с   | Верхом                                      | Ride                              | Кэш Макмюррей                             |